# Municipio de Millbrook (Míchigan)
El municipio de Millbrook (en inglés: Millbrook Township) es un municipio ubicado en el condado de Mecosta en el estado estadounidense de Míchigan. En el año 2010 tenía una población de 1113 habitantes y una densidad poblacional de 11,99 personas por km².

## Geografía
El municipio de Millbrook se encuentra ubicado en las coordenadas 43°30′35″N 85°8′58″O / 43.50972, -85.14944. Según la Oficina del Censo de los Estados Unidos, el municipio tiene una superficie total de 92.86 km², de la cual 92,64 km² corresponden a tierra firme y (0,24 %) 0,22 km² es agua.

## Demografía
Según el censo de 2010, había 1113 personas residiendo en el municipio de Millbrook. La densidad de población era de 11,99 hab./km². De los 1113 habitantes, el municipio de Millbrook estaba compuesto por el 96,77 % blancos, el 0,36 % eran afroamericanos, el 0,27 % eran amerindios, el 0,09 % eran isleños del Pacífico, el 0,09 % eran de otras razas y el 2,43 % eran de una mezcla de razas. Del total de la población el 1,35 % eran hispanos o latinos de cualquier raza.